# Zong
| QS-Informatik | Dieser Artikel wurde wegen inhaltlicher Mängel auf der Qualitätssicherungsseite der Redaktion Informatik eingetragen. Dies geschieht, um die Qualität der Artikel aus dem Themengebiet Informatik auf ein akzeptables Niveau zu bringen. Hilf mit, die inhaltlichen Mängel dieses Artikels zu beseitigen, und beteilige dich an der Diskussion! (+) Begründung: Aus der allg. QS: Fanschreibe einer anscheinend ehemaligen relevanten Zeitschrift - Vollprogramm. --2003:C6:33CC:BF25:4108:9F10:E03D:F066 10:38, 18. Nov. 2016 (CET) |

ZONG war eine Computerzeitschrift, die von September 1989 bis Juni 1996 im Verlag KE-SOFT aus Maintal erschien. Sie war während einer längeren Zeit die einzige deutschsprachige Zeitschrift für die Atari 400/800 Computer. Die ersten fünf Ausgaben erschienen als reines Diskettenmagazin, ab 9/1989 dann als gedruckte Zeitschrift. Die Zeitschrift bot den Lesern in monatlicher, teils zweimonatlicher, Erscheinungsweise Testberichte von neuer und alter Software, Berichte über Neuheiten, Tipps & Tricks sowie Programmierkurse und, teils als Listings, teils auf der separat zum Magazin erhältlichen Diskette, speziell für das Magazin neu entwickelte Software, meist Spiele. ZONG wurde 1996 wegen zu geringer Verkaufszahlen, bedingt durch das langsame Absterben der Userschaft des nicht mehr erhältlichen Atari 400/800 Systems, eingestellt.